# Legenda o białym koniu
Legenda o białym koniu – pochodzące z zaginionych Gesta Ungarorum (XI w.) i przytaczane w późniejszych kronikach węgierskich podanie legitymizujące prawo Węgrów do Panonii. Opowiada też o upadku Państwa wielkomorawskiego do czego Węgrzy się walnie przyczynili w czasie "zajmowania ojczyzny" (896-906).

## Treść
Po zajęciu Siedmiogrodu wodzowie węgierscy usłyszeli o urodzajnej ziemi panońskiej. Wysłali posła do księcia Świętopełka I Wielkego (870-894), władającego tą krainą po zgonie Attyli. Książę wysłuchawszy go doszedł do wniosku, że ma do czynienia z przesiedleńcami i pozwolił im się osiedlić w swym kraju widząc w nich nowych poddanych. Węgrzy wysłali ponownie posła z darem w postaci białego konia ze złoconym wędzidłem i siodłem. Zadowolony Świętopełk potwierdził swe postanowienie względem przybyszy. Wkrótce Węgrzy wkroczyli do Panonii. Poseł Arpada oświadczył Świętopełkowi, że są odtąd jej prawowitymi właścicielami, gdyż kupili ją od niego za powyższe podarunki. Książę próbował walczyć z najeźdźcami, ale został pokonany. Ścigany utonął w Dunaju.
W podanej przez nieznanego autora (przedstawił się jako "magister P") Gesta Hungarorum (XII w.) wersji powyższej legendy w roli Świętopełka występuje Salan, uważany przez badaczy bułgarskich i rumuńskich za historycznego księcia bułgarskiego lub wołoskiego władającego terenami między Cisą a Maruszą.